# Xysticus sjostedti
Xysticus sjostedti är en spindelart som beskrevs av Schenkel 1936. Xysticus sjostedti ingår i släktet Xysticus och familjen krabbspindlar. Inga underarter finns listade i Catalogue of Life.